# Ursula Schweitzer

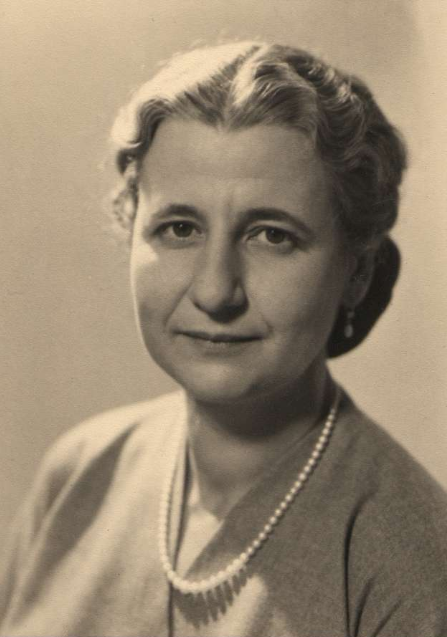
Ursula Schweitzer (wahrscheinlich zwischen 1950 und 1960)

Ursula Schweitzer (geboren am 20. August 1916 in Stuttgart; gestorben am 12. März 1960 in Basel) war eine Schweizer Ägyptologin. Sie gilt als Begründerin der Ägyptologie in der Deutschschweiz.

## Leben

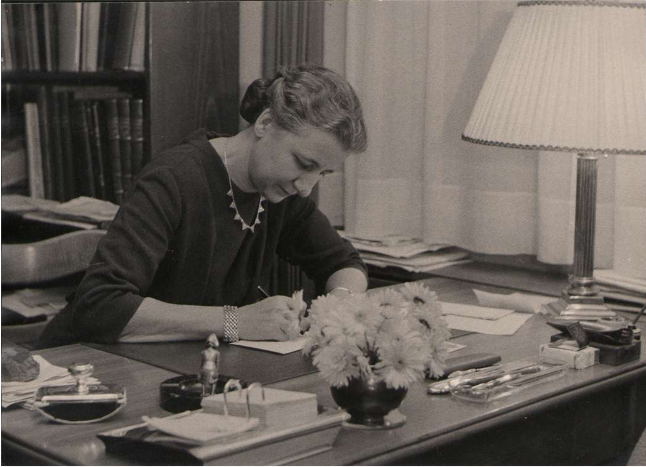
Ursula Schweitzer (wahrscheinlich zwischen 1950 und 1960)

Ursula Schweitzer wurde als Auslandschweizerin in Stuttgart geboren. Ihre Eltern waren der Fabrikant Hermann Schweitzer und Ninny Seyd. Schweitzer begleitete ihren Vater oft auf Auslandsreisen und lernte so den Nahen Osten kennen. Sie besuchte in Stuttgart das Königin-Charlotte-Gymnasium. 1935 begann Schweitzer an der Universität München Ägyptologie, Klassischen Archäologie und Alten Geschichte zu studieren. Da das Ägyptologische Seminar kriegsbedingt wenig Personal zur Verfügung hatte, wurde sie noch während des Studiums mit der Assistenz betraut. Sie promovierte 1942 bei Alexander Scharff zum Thema «Löwe und Sphinx im alten Ägypten». Nach ihrer Promotion 1942 wurde sie reguläre Assistentin an der ägyptischen Staatssammlung München. In dieser Funktion war sie für die Auslagerung der Bestände der Sammlung wie auch der Seminarbibliothek zuständig, die so vor der Zerstörung bewahrt werden konnten.
Nach dem Zweiten Weltkrieg wurde Schweitzer Assistentin am Institut für Ur- und Frühgeschichte der Universität Basel. Dank Stipendien konnte sie bald nach Ägypten reisen, wo sie sich von 1946 bis 1949 aufhielt. In Ägypten wurde sie auch Attachée étrangère am Institut français d’archéologie orientale. Sie bereiste das Niltal bis in den Sudan, die Oasen in der Westwüste und die Ostwüste bis zum Roten Meer. Dabei schrieb sie archäologische Berichte und erfasste systematisch publizierte und unpublizierte Bauten. Sie legte währenddessen und auf späteren Reisen auch eine Sammlung von mehreren tausend Bildern von Bauwerken, Landschaften und Menschen an. Zurück in Basel habilitierte sie sich 1950 mit einer Schrift über «Das Wesen des Ka im Diesseits und Jenseits der Ägypter». Sie hielt ab 1950 Vorlesungen und etablierte die Ägyptologie in der Folge an der Universität Basel. Sie weckte in breiteren Kreisen Interesse für das Fach, indem sie Vorlesungen an Volkshochschulen hielt und 1953 in der Kunsthalle die Ausstellung Schätze alter ägyptischer Kunst organisierte. Zudem baute sie eine Fachbibliothek auf, deren Basis die von der Universität 1946 erworbene Bibliothek von Gustave Jéquier bildete. Ab 1954 war sie korrespondierendes Mitglied des Deutschen Archäologischen Instituts. 1954, 1956 und 1958 reiste sie erneut nach Ägypten und in den Sudan, 1957 nach Vorderasien (Türkei, Irak, Iran, Syrien, Libanon). 1957 wurde sie von der Universität Basel zur Extraordinaria ernannt.
Schweitzer starb im Frühling 1960 überraschend nach kurzer, schwerer Krankheit.
In ihrer Forschungstätigkeit verband Schweitzer Archäologie, Philologie, Religions- und Geschichtswissenschaft. Obwohl sie selbst einen archäologischen Hintergrund aufwies, legte sie in der Lehre grossen Wert auf die Philologie, die aus ihrer Sicht für Archäologen unentbehrlich war.

## Schriften
- Ursula Schweitzer: Löwe und Sphinx im alten Ägypten. Augustin, Glückstadt 1948.
- Ursula Schweitzer: Das Wesen des Ka im Diesseits und Jenseits der alten Ägypter. Augustin, Glückstadt 1956.